# Distúrbios na Etiópia de outubro de 2019
Distúrbios na Etiópia de outubro de 2019 foram uma série de protestos violentos que eclodiram na Etiópia a partir de 23 de outubro de 2019, desencadeados quando o ativista e proprietário de mídia Jawar Mohammed postou em sua conta de rede social a alegação de que a polícia cercou sua casa em Adis Abeba e tentou retirar seus destacamentos de segurança no meio da noite.  Após o relato de Jawar sobre o incidente, seus apoiadores se reuniram em sua residência para demonstrar apoio. Também houve manifestações em apoio a Jawar em várias cidades do Estado Regional de Oromia, que se tornaram mortais quando uma facção rival saiu às ruas. Segundo relatos oficiais, 86 pessoas foram mortas, incluindo policiais, principalmente por multidões que visavam minorias étnicas e religiosas na região e arredores, incluindo Addis Abeba, Dire Dawa e a região de Harari.

## Contexto
Em outubro de 2019, o ativista etíope e proprietário de mídia Jawar Mohammed afirmou que membros da polícia tentaram forçar seus destacamentos de segurança a desocupar o terreno de sua casa em Adis Abeba, a fim de detê-lo na noite de 23 de outubro, insinuando que eles haviam feito isso a pedido do primeiro-ministro Abiy Ahmed. No dia anterior, Abiy havia proferido um discurso no Parlamento no qual acusara "os proprietários da mídia que não possuem passaporte etíope" de "jogar dos dois lados", uma referência velada a Jawar, acrescentando que "se isso for minar a paz e a existência da Etiópia ... tomaremos medidas."

## Eventos
Os relatos provocaram distúrbios em todo o país pelos Qeerroo, deixando pelo menos 67 pessoas mortas, incluindo cinco policiais.  Na manhã seguinte aos relatos, os apoiadores de Jawar se reuniram em sua casa em Addis Abeba para protestar, denunciando o primeiro-ministro Abiy e seu governo. Após os protestos se espalharem para o bairro de Karakore, residentes locais contra-protestaram, resultando em intervenção policial para separar os dois grupos.  Os manifestantes bloquearam as principais rodovias, em particular as estradas que levam a Adis Abeba. No entanto, houve cenas de benevolência; residentes de Welkite e Butajira forneceram comida e abrigo para os que estavam presos na estrada.  Uma testemunha ocular disse à Reuters que havia visto corpos de pelo menos sete pessoas que foram "espancadas até a morte com o uso de porretes, barras de metal e machetes". 
Em 23 de outubro, ocorreram confrontos em Ambo, Adama (Nazret) e Haramaya (Alemaya), matando pelo menos seis e ferindo quarenta pessoas. Bloqueios nas estradas foram relatados em Shashamane e motins ocorreram em Adis Abeba e nas cidades vizinhas, incluindo os bairros de Bole Bulbula, Kotebe e Karakore. No woreda de Dodola, a violência atingiu a comunidade ortodoxa, com lojas e casas atacadas. Os membros da comunidade se abrigaram na igreja local, mas houve "dezenas de feridos" depois que uma granada foi lançada no pátio da igreja. Mais tarde, a polícia levou alguns feridos para tratamento médico, mas "uma multidão parou o veículo e matou brutalmente três dos feridos" antes que eles pudessem chegar ao hospital.  As vítimas disseram à Agence France-Presse que, em Adama, os manifestantes atacaram aqueles que não sabiam falar oromo e aqueles que se recusaram a participar da violência. "Se eles [os Qeero] descobrirem que você fala afaan oromo, eles convidam você para se juntar a eles", disse uma vítima hospitalizada, "Se você disser não, eles também o atacarão."
Em 24 de outubro, 68 pessoas foram presas após saquear e tentar incendiar uma mesquita e uma igreja em Adama, segundo o prefeito da cidade, na tentativa de "provocar conflitos étnicos e religiosos".  Em Arsi, pelo menos quatro foram mortos quando uma fábrica foi atacada, incluindo o proprietário, seu filho e funcionários.  A Igreja Ortodoxa Etíope de Tewahedo pediu paz e condenou a violência em uma reunião com funcionários do governo. Jawar também pediu calma e afirmou que seus apoiadores estavam reabrindo estradas, mas ao mesmo tempo disse para seus seguidores "que dormissem com um olho aberto"; os tumultos continuaram. 
Em 25 de outubro, um homem foi morto em Dire Dawa.  As forças de segurança foram destacadas em Ambo, Bishoftu, Bale Robe, Mojo, Adama, Harar e Dire Dawa. Um grupo em Adama atacou um repórter do Voice of America que estava cobrindo os distúrbios; ele foi levado ao hospital, mas escapou sem ferimentos graves.  Uma campanha nacional de sangue foi lançada para ajudar as vítimas, com mais de 100.000 participantes nos primeiros dois dias.  Kefyalew Tefera, comissário de polícia regional de Oromo, afirmou que havia "uma agenda oculta para desviar todo o protesto para um conflito étnico e religioso; houve tentativas de incendiar igrejas e mesquitas".  O número oficial de mortos chegou a 67, com quinze manifestantes mortos pelas forças de segurança e o restante mortos por outros, incluindo cinco policiais.  De acordo com a imprensa local, "relatos de cidadãos", no entanto, sugerem que o número total de mortos é superior a cem. 
Em 31 de outubro, o primeiro-ministro Abiy atualizou o número de mortos para 78, acrescentando que pelo menos 400 pessoas haviam sido presas em todo o país em conexão com os ataques.  A Comissão Etíope de Direitos Humanos estimou que dez dos mortos foram abatidos pelas forças de segurança, com o restante sendo mortos em confrontos. 